# Конфликт в проливе Бигл

Зона конфликта

Конфликт в проливе Бигл — пограничный конфликт между Аргентиной и Чили в проливе Бигл, вызванный спором по поводу владения островами Пиктон, Леннокс и Исла-Нуэва (исп. Picton, Lennox, Nueva) и области морской юрисдикции (делимитации границы и режимов судоходства), связанной с этими островами. Острова стратегически расположены с южной стороны Огненной Земли и в восточном устье пролива Бигл, хотя, возможно, со временем страны боролись больше не за сами территории, а за обладание запасами нефти, залежи которые имеются на островах в немалом количестве.
Конфликт был решён через посредничество Папы Римского, и в 1984 году Аргентина признала острова чилийской территорией. Соглашение 1984 года решает также несколько сопутствующих очень важных вопросов, включая навигационные права, суверенитет по другим островам в архипелаге, определение границ Магелланова пролива и морских границ на юге — мысе Горн и вне его. 2 мая 1985 года было подписано соглашение о границах, согласно которому все три острова официально вошли в состав Чили.

## История
После создания независимых государств в Южной Америке границы между государствами определялись по границам бывших колониальных юрисдикций. Горный массив Анд, естественная граница между наиболее населенными районами Чили и Аргентины, избежал серьезных дискуссий об официальном установлении линии границы. В то же время Аргентинская Республика и Республика Чили имеют третью по протяженности в мире границу в 3000 миль от севера до юга вдоль горной цепи Анд. В прошлом эта граница нередко ожесточённо оспаривалась.
Учитывая, что в XIX веке вся чилийская культура и почти вся торговля были ориентированы на Европу, прямой выход к Атлантическому океану имел для страны первостепенное значение. В 1895 году первые поселенцы поселились под чилийским флагом на островах к югу от пролива Бигл в качестве рыбаков, овцеводов и искателей золота. С тех пор Чили осуществляла различные акты суверенитета над островами.
В свою очередь, глава Аргентинской конфедерации Хуан Мануэль де Росас в декабре 1847 года протестовал против текста чилийской конституции 1833 года и заявил об аргентинском владении Магеллановым проливом. Конституция провинции Мендоса 1854 года также считала мыс Горн своей южной границей, позже это требование было перенесено в национальное законодательство. Кроме того, на архипелаге Огненная Земля 12 октября 1884 года На Огненной Земле был основан аргентинский город Ушуайя.
В 1856 году был подписан Договор о мире, дружбе, торговле и мореплавании между Чили и Аргентиной, основанный на принципе uti possidetis, установившим границы между двумя странами. Однако на практике эта доктрина оказалась недостаточной, так как во времена колонии обширные территории не были известны, или не были нанесены на карту, или никогда не были заселены, что не позволяло определить, кто был администратором таких областей в колониальный период.
В 1881 году Чили и Аргентина попытались окончательно решить свои территориальные споры через обоюдное соглашение, известное как «Договор 1881 года о границе между Чили и Аргентиной». В соглашении заявлялись чёткие условия о границах между этими двумя странами. Границы чётко проводились по градусам и меридианам.
Со временем оказалось, что у аргентинцев существуют свои интерпретации этого договора, хотя пролив Бигл, казалось бы, бесспорно делился между Аргентиной и Чили, а острова Пиктон, Исла-Нуэва и Леннокс принадлежали Чили (так, по крайней мере, в 1887-88 годах было указано в аргентинской картографии). В чилийско-аргентинском протоколе о границе 1893 года упоминался "океанический принцип": «Чили – в Тихом океане, Аргентина – в Атлантике», который Аргентина считала применимым ко всей границе, а Чили только до границы, определяемой горным хребтом Анд, то есть до 52° южной широты.
В годы после подписания договора на островах к востоку от острова Наварино были обнаружены месторождения золота, что возродило интерес обеих стран к добыче ресурсов с этих территорий.
В 1901 году появилась первая аргентинская карта, на которой некоторые из рассматриваемых островов были обозначены под суверенитетом Аргентины. Несмотря на небольшой размер островов, их стратегическое расположение между Атлантическим и Тихим океанами вызвало длительный конфликт между обоими южноамериканскими государствами на протяжении большей части XX века.
В 1904 году аргентинское правительство попросило руководство Чили совместно заняться замером параметров пролива Бигл, чтобы определить установленные границы. Но на основе международной картографии этой зоны, описаний исследования пролива и договора 1881 года Чили отвергло этот запрос. В том же году с первых официальных аргентинских требований о передаче Аргентине островов, которые до этого находились под чилийским контролем начался конфликт. Он прошёл несколько фаз: с 1881 — острова под чилийской юрисдикцией; с 1904 — спорные острова; с 1971 — прямые переговоры, представленные обязательному международному трибуналу; в конце 1970-х, начале 1980-х — снова прямые переговоры и балансирование на грани войны.
Попытки ликвидировать спор были крайне неудачными с 1904 до 1971 года. Несколько раз проблема обострялась. Можно отметить инцидент 1958 года на необитаемом островке Снайп, расположенном в проливе Бигл между островами Пиктон и Наварино, когда аргентинские военные разрушили чилийский маяк, установленный там 1 мая 1958 года, и заменили на свой собственный, а также поставили под ружьё своих морских пехотинцев в данном регионе. Однако чуть позже обе страны согласились придержать свои вооружённые силы и демонтировать маяки. В ноябре 1965 года в пограничной стычке погиб чилийский офицер.
22 июля 1971 года президенты Чили и Аргентины Сальвадор Альенде и Алехандро Агустин Лануссе подписали соглашение, представляющее проблему пролива Бигл обязательному арбитражу под покровительством королевы Великобритании Елизаветы II. Суд, который должен был разрешить противоречия, был составлен из пяти судей, отобранных Чили и Аргентиной из членов Международного суда в Гааге. Окончательное решение арбитражного суда должно было быть представлено британской королеве, которая, в свою очередь, рекомендовала бы принятие или отклонение решения суда, не изменяя его. Таким образом, 2 мая 1977 года суд постановил, что острова и все смежные образования должны принадлежать Чили. Однако Аргентина 25 января 1978 года отклонила арбитраж ("из-за злоупотребления прерогативами суда, логических противоречий, ошибок интерпретации, географических и исторических ошибок и пристрастности") и попыталась военным путем бросить вызов чилийским властям, принудив Чили вести переговоры об ином разделении островов согласно с аргентинскими требованиями (претензии на мыс Горн, в том числе на спорную часть островов Волластон и островов Эрмит, а также на восточную часть острова Горн). Обе страны развернули вооруженные силы, двигаясь к открытой войне в сочетании с бурной дипломатической активностью. Это было самой опасной фазой конфликта: в тот момент открытая война казалась реальной возможностью. Национальная жандармерия Аргентины несколько раз закрывала границу с Чили, Аргентина препятствовала свободному перемещению товаров между Чили и Бразилией. Посол Чили в ОАГ объявил о высылке более 4000 чилийцев, проживающих в Аргентине.
Прямые переговоры между Чили и Аргентиной начались только после объявления о необходимости обязательного арбитража 2 мая 1977 года и закончились подписанием «Акта Монтевидео» в Уругвае 9 января 1979 года, когда обе страны приняли посредничество Ватикана. Перед этим Аргентина прервала военную операцию Soberanía, начатую 22 декабря 1978 года, в ходе которой была совершена попытка занять острова вокруг мыса Горн с перспективой продвижения далее. Операция была прервана в самом начале при непосредственной угрозе столкновения военно-морских сил обоих государств — военная хунта в Буэнос-Айресе позволила Папе Римскому искать выход из положения мирным путём.
Решение конфликта, предложенное Папой Римским в 12 декабря 1980 года, было принято Чили, но отклонено Аргентиной.
2 апреля 1982 года руководство Аргентины решилось на военные действия против Великобритании (Фолклендская война). Аргентина всё ещё официально считала Чили врагом. Правительство Чили, подозревая подготовку аргентинского вторжения, заявляло, что не было обязано поддержать Аргентину в этой войне в соответствии с иберо-американским соглашением относительно взаимной помощи, потому что данное соглашение носило защитный характер, в то время как Аргентина выступила в качестве агрессора. В итоге, и Чили, и Аргентина развернули соответствующие вооружённые силы на общей границе. Наличие общего противника укрепило военное сотрудничество между Великобританией и Чили во время войны, в которой Чили предоставляло Великобритании «ограниченную, но существенную информацию», касающуюся аргентинских вооружённых сил (в основном, ВВС и ВМФ).
Напряженные отношения между Аргентиной и Чили не спадали до момента, когда в Аргентине в декабре 1983 года к власти пришло демократическое правительство Рауля Альфонсина. Новое руководство Аргентины предложило положить конец конфликтам со всеми соседними странами и решило провести необязательный референдум 25 ноября 1984 года по поводу проблем с Чили о спорных территориях и посредничестве Папы Римского. На референдуме при явке 56 % 82,6 % населения близлежащих островов высказалось за мирный договор при посредничестве Папы. В результате 29 ноября 1984 года Аргентина и Чили подписали в Ватикане протокол соглашения, определяющий спорные острова как территорию Республики Чили, но оставивший Аргентине морские права в той зоне.
Согласно договору острова в северной половине пролива принадлежат Аргентине, а острова в южной половине — Чили. Кроме того, договор устанавливает морскую границу, которая признаёт Чили, не называя их (все острова от атлантического побережья на юге и юго-востоке до мыса Горн). Договор также предоставил право судоходства обеим странам почти на всей ранее спорной территории. Аналогичным образом он предоставил Аргентине бо́льшую часть исключительной экономической зоны, проецируемой в сторону Атлантики, к юго-востоку от меридиана мыса Горн, а Чили – весь континентальный шельф островов и бо́льшую часть исключительной экономической зоны, проецируемую в сторону Атлантики к северо-востоку от того же меридиана.